# جون روبنسون (لاعب كرة قدم أسترالية)
جون روبنسون (بالإنجليزية: John Robinson)‏ هو لاعب كرة قدم أسترالية أسترالي، ولد في 28 ديسمبر 1891 في St Kilda, Victoria ‏ في أستراليا، وتوفي في 25 فبراير 1966 في ملبورن في أستراليا.

## وصلات خارجية
- جون روبنسون على موقع AustralianFootball.com (الإنجليزية)
- جون روبنسون على موقع AFLtables.com (الإنجليزية)